# Frank Oleynick
Frank "Magic" Oleynick (Bridgeport, Connecticut, 20 de febrero de 1955) es un exjugador de baloncesto estadounidense que jugó dos temporadas en la NBA. Con 1,88 metros de altura, lo hacía en la posición de escolta.

## Trayectoria deportiva

### Universidad
Jugó durante cuatro temporadas con los Redhawks de la Universidad de Seattle, en las que promedió 22,6 puntos y 2,6 rebotes por partido. Fue elegido co-novato del año de la West Coast Conference en su primera temporada, y fue el líder en anotación al año siguiente de la misma, con 25,1 puntos por partido, siendo elegido como mejor jugador de la conferencia.

### Selección nacional
Fue convocado con la selección de baloncesto de Estados Unidos que compitió en el Campeonato Mundial de Baloncesto de Puerto Rico 1974, en los que ganaron la medalla de bronce. Jugó nueve partidos, en los que promedió 1,7 puntos.

### Profesional
Fue elegido en la duodécima posición del Draft de la NBA de 1975 por Seattle Supersonics, donde fue una de las últimas piezas del banquillo para su entrenador, Bill Russell. Además, una lesión en la rodilla le hizo perderse 30 partidos. Jugó dos temporadas, siendo la mejor la primera, en la que promedió 5,9 puntos y 1,0 asistencias por partido.
Fue despedido por los Sonics, probando fortuna en los Indiana Pacers, pero sin conseguir un hueco en el equipo.

## Estadísticas de su carrera en la NBA

### Temporada regular
| Temp.   | Edad | Equipo  | Liga | P   | TIT | MIN  | TC  | TCA | %TC  | 3P | 3PA | %3P | TL  | TLA | %TL  | R.OF. | R.DEF. | REB | ASIS | ROB | TAP | PER | FP  | PTS |
| 1975-76 | 20   | Seattle | NBA  | 52  |     | 12.5 | 2.4 | 6.1 | .402 |    |     |     | 1.0 | 1.5 | .688 | 0.2   | 0.7    | 0.9 | 1.0  | 0.4 | 0.1 |     | 1.2 | 5.9 |
| 1976-77 | 21   | Seattle | NBA  | 50  |     | 10.3 | 1.6 | 4.5 | .363 |    |     |     | 0.8 | 1.1 | .736 | 0.3   | 0.6    | 0.9 | 1.2  | 0.3 | 0.1 |     | 1.0 | 4.0 |
| Total   |      |         | NBA  | 102 |     | 11.4 | 2.0 | 5.3 | .386 |    |     |     | 0.9 | 1.3 | .708 | 0.2   | 0.7    | 0.9 | 1.1  | 0.3 | 0.1 |     | 1.1 | 5.0 |